# Östra Torp, Kungälvs kommun
Östra Torp är en bebyggelse nordväst om Diseröd i Romelanda socken i Kungälvs kommun. Från 2015 avgränsar SCB här en småort.